# Bellenberg
Bellenberg – miejscowość i gmina w Niemczech, w kraju związkowym Bawaria, w rejencji Szwabia, w regionie Donau-Iller, w powiecie Neu-Ulm. Leży około 17 km na południe od Neu-Ulmu, przy autostradzie A7 i linii kolejowej Oberstdorf – Ulm.

## Polityka
Wójtem gminy jest Simone Vogt-Keller, jej poprzednikiem był Roland Bürzle, rada gminy składa się z 16 osób.
|      | CSU | SPD | FW | Razem |
| 2008 | 5   | 4   | 7  | 16    |
| 2002 | 6   | 4   | 6  | 16    |